# Ortsbus
Ein Ortsbus, Dorfbus oder Gemeindebus bedient innerhalb von Gemeinden den öffentlichen Personennahverkehr (ÖPNV). Er ist ein Teil des Ortsverkehrs und verbindet die einzelnen Ortsteile miteinander.

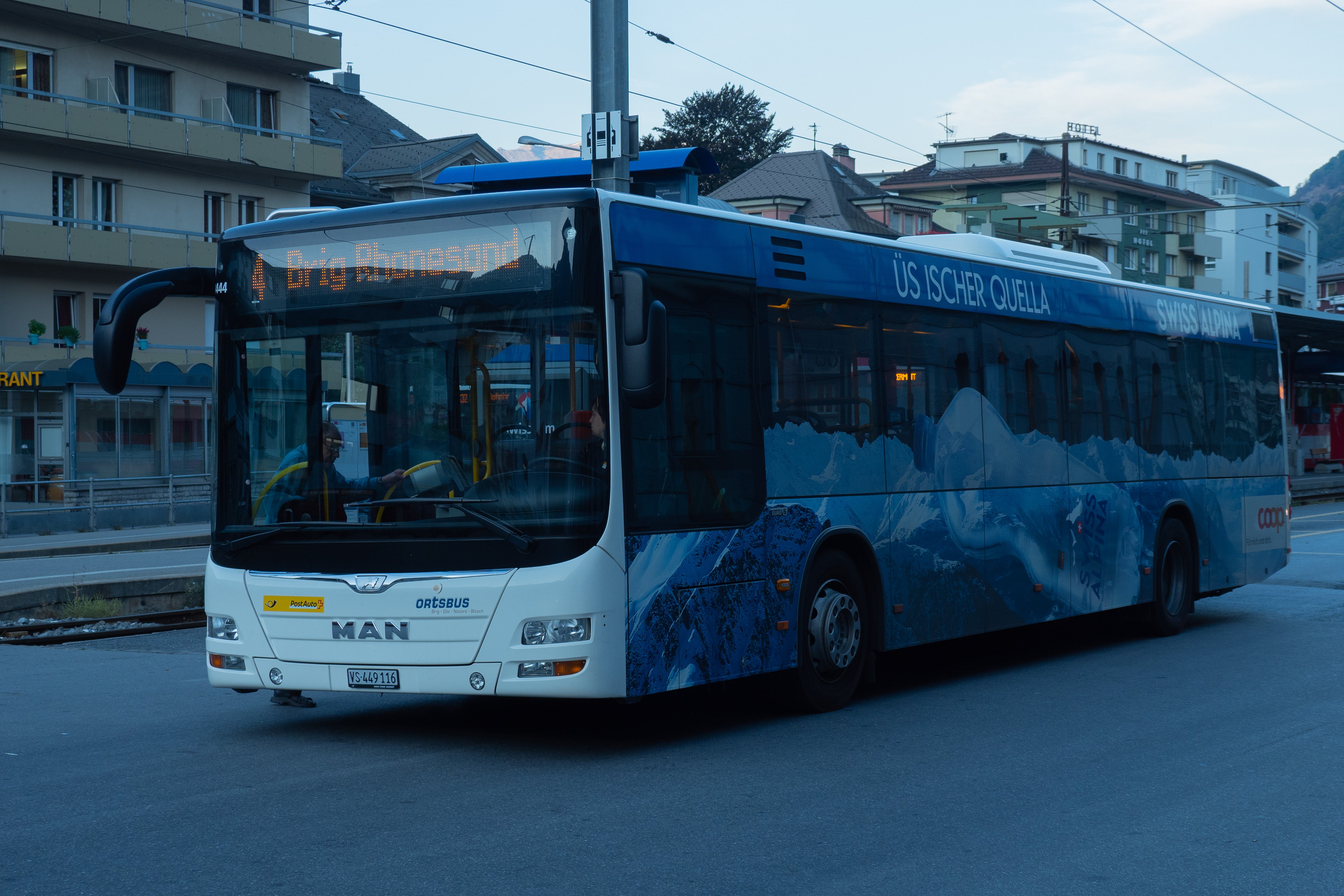
Ortsbus Brig-Glis - Naters - Bitsch auf dem Bahnhofplatz in Brig (Schweiz)

Je nach Verkehrsaufkommen (abhängig von der Besiedlungsdichte) ist zu unterscheiden zwischen:
- Buslinie, Kleinbuslinie
- Anruflinie (Rufbus, Anruf-Sammeltaxi)
- Bürgerbuslinie, eine von einem Bürgerverein (ehrenamtlich) betriebene Kleinbuslinie

Der Linienbetrieb mit großen Bussen beschränkt sich meist auf den Schüler-, Berufs- und Pendlerverkehr, denn 60 bis 80 Prozent der Fahrgäste im Ortsbereich ländlicher Gemeinden sind Schüler. Auch Regionalbusse können wichtige Aufgaben im Gemeindebusverkehr übernehmen, sie stellen dann gleichzeitig die Verbindung zur nächsten größeren Gemeinde, Stadt oder einem Bahnhof her. An solchen Umsteigehaltestellen sollten die Fahrpläne der Ortsbusse zur Gewährleistung von Anschlüssen auf den übergeordneten Regionalverkehr abgestimmt sein.

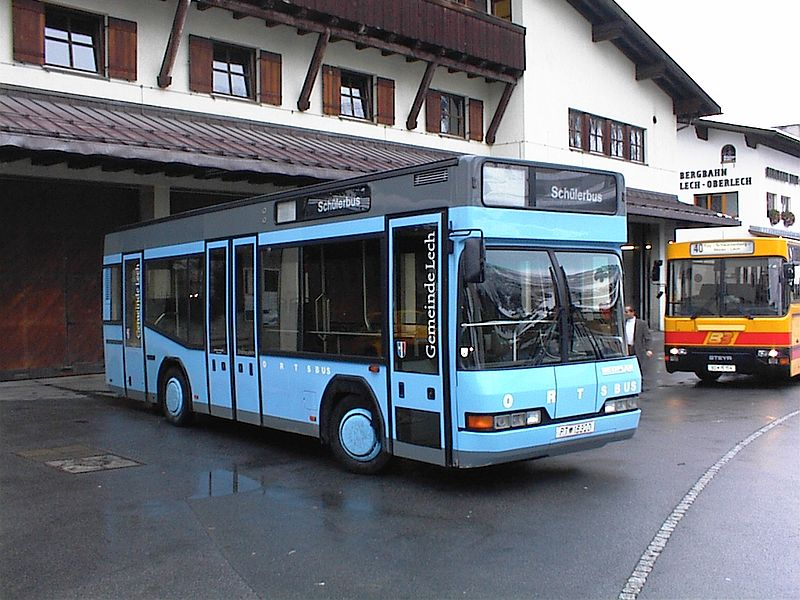
Ortsbus in Lech am Arlberg (Österreich)

Das Liniennetz kann je nach Anlage der Gemeinde aus Ringlinien um den Ortsmittelpunkt herum oder Durchmesserlinien bestehen. Fahrzeuge, Haltestellenausstattung und Tarifstruktur ähneln dem Angebot einer Stadtbuslinie. Kleinbusse haben wegen ihrer Wendigkeit Vorteile – sie können Ortsteile auch über schmale, schlecht ausgebaute Straßen beispielsweise in Gebirgsregionen erreichen.

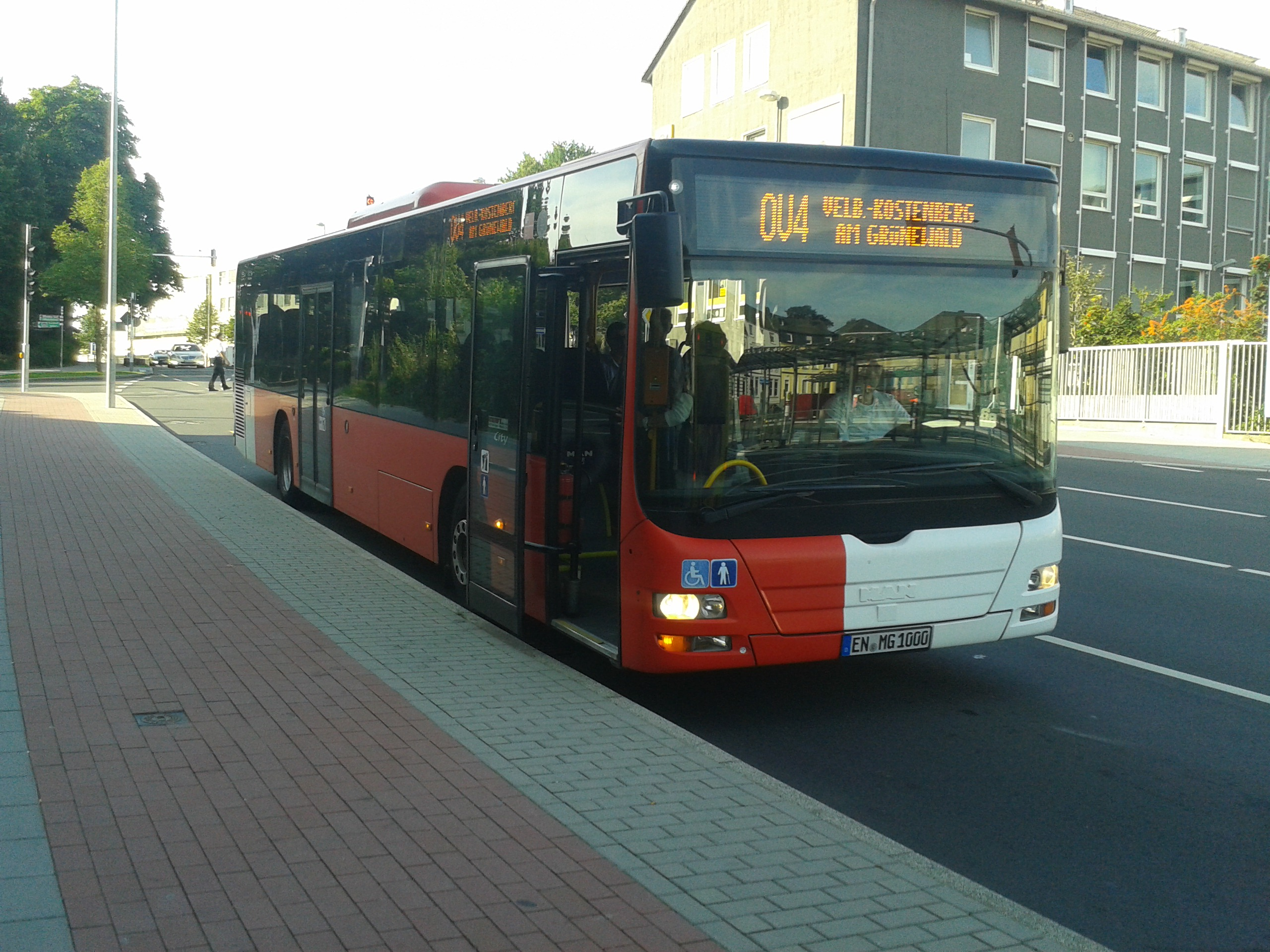
Ortsbus in Velbert